# Église Notre-Dame-de-l'Assomption de Verrières-le-Buisson
Pour les articles homonymes, voir Église Notre-Dame-de-l'Assomption.
L'église Notre-Dame-de-l'Assomption est une église paroissiale de confession catholique, dédiée à l'Assomption de la Vierge Marie, située dans la commune française de Verrières-le-Buisson et le département de l'Essonne.

## Situation
| \| Localisation de l'église Notre-Dame-de-l'Assomption dans l'Essonne. · Église Notre-Dame-de-l'Assomption \| Localisation de l'église Notre-Dame-de-l'Assomption dans l'Essonne. |
| Localisation de l'église Notre-Dame-de-l'Assomption dans l'Essonne. · Église Notre-Dame-de-l'Assomption                                                                           |

L'église Notre-Dame-de-l'Assomption est implantée dans le site ancien du village de Verrières-le-Buisson, légèrement en surplomb de l'actuel centre-ville, elle domine la vallée de la Bièvre et le château Vaillant.

## Historique
L'église a été érigée à partir du XIe siècle et achevée à la fin du XIIIe siècle.
Elle a subi des saccages durant la Guerre de Cent Ans et un incendie au cours des guerres de religion.
Elle a été reconstruite au XVIe siècle.
Elle a bénéficié d'une campagne de restauration à partir de 1881, date à laquelle le portail et le clocher furent totalement refaits.
L'église a été en partie inscrite aux monuments historiques le 31 janvier 1972,.

## Description
L'église est construite en meulière et calcaire. Elle présente un plan traditionnel avec une nef à voûte d'ogive de quatre travées, accompagnée par deux collatéraux, achevée par un chevet plat, le portail s'ouvre au sud-ouest, il est surmonté d'une importante rosace et encadré par deux paires de contreforts et deux baies. Le pignon est surmonté d'une croix de pierre et le toit couvrant la nef est en bâtière. Sur le côté du nord s'élève un clocher carré soutenu par deux contreforts à chaque angle et accessible par une tourelle d'escalier en vis abrité par une poivrière, surmonté par une horloge. Le sommet est ouvert par des baies géminées et couvert par un toit pyramidal à égout retroussé d'ardoise formant une flèche surmontée d'une girouette.

## Galerie

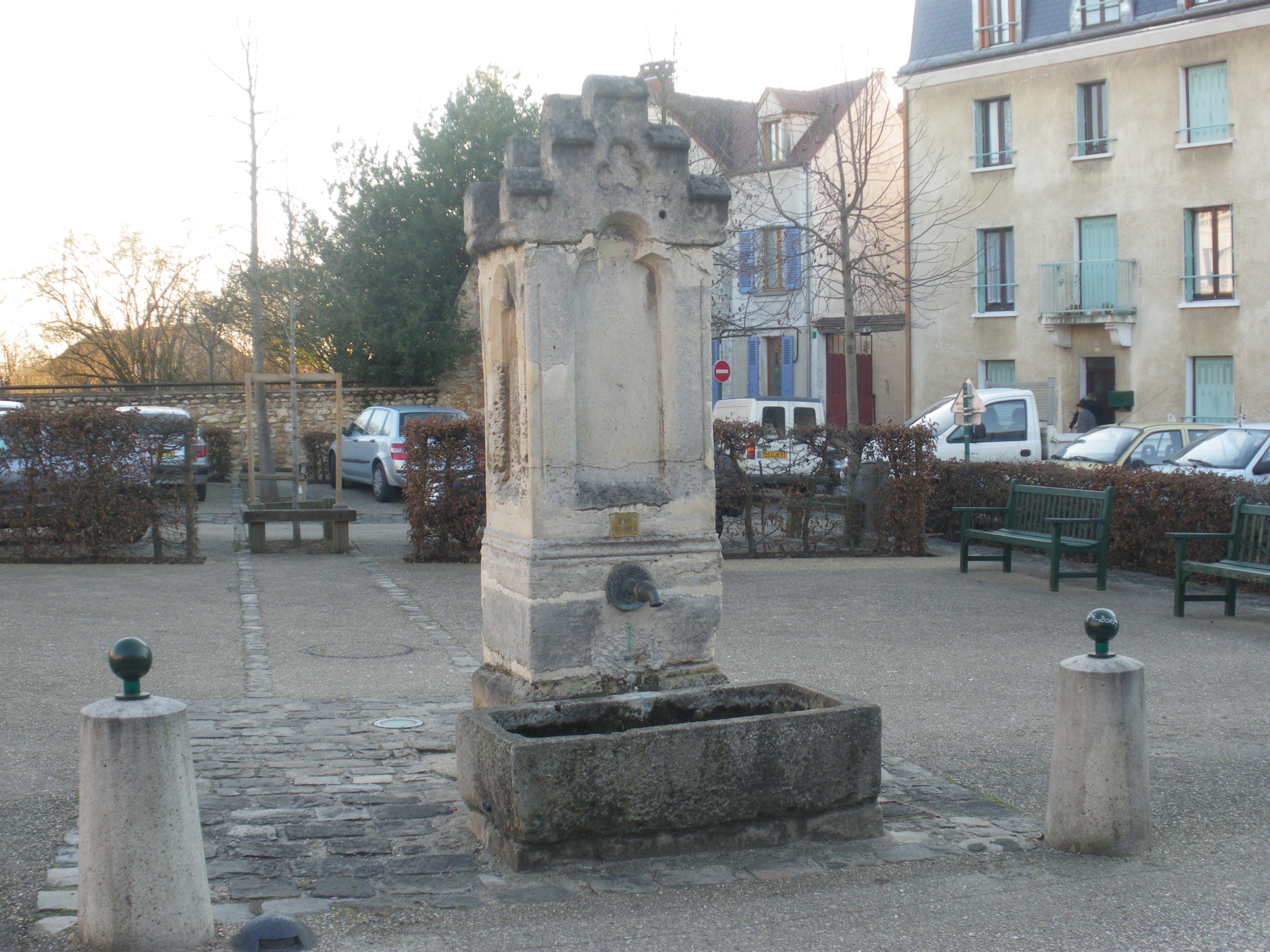
Le puits présent sur le parvis de l'église.